# Три лица
«Три лица» (перс. سه رخ‎) — иранский кинофильм режиссёра Джафара Панахи 2018 года. Мировая премьера фильма состоялась в рамках основного конкурса 71-го Каннского кинофестиваля, 12 мая 2018 года, где получил награду за лучший сценарий. Панахи не присутствовал на ней из-за запрета ему властями Ирана покидать страну.

## Сюжет
Знаменитая иранская актриса Бехназ Джафари получает видео, в котором молодая девушка обвиняет звезду в том, что та игнорирует ее многочисленные просьбы о помощи. Семья запрещает юной актрисе учиться в Тегеранском театральном университете, из-за чего она решает покончить с собой. Видео обрывается и дальнейшая судьба девушки остается неизвестной. Бехназ бросает съемки и вместе с режиссером Джафаром Панахи едет в высокогорную деревушку, чтобы выяснить, что произошло. 
Героинями фильма Панахи стали три актрисы: одна, вынужденная уйти из кино после Исламской революции, другая — современная популярная кинозвезда, а третья — абитуриентка актёрской школы. 

## В ролях
- Бехназ Джафари
- Джафар Панахи
- Марзие Резаи
- Маэде Эртегаи
- Наргес Деларам

## Съёмки
«Три лица» — стал четвёртым фильмом Панахи вслед за картинами «Это не фильм», «Закрытый занавес» и «Такси» после запрета правительством Ирана ему снимать кинофильмы. 
Съемки фильма проходили в трех деревнях: на родине матери Панахи, его отца и его бабушек и дедушек.  
Используя очень чувствительную камеру, отправленную его дочерью, которая живет во Франции, он мог работать на открытом воздухе без тяжелой техники даже ночью. Как всегда, Джафар Панахи самостоятельно написал весь сценарий вплоть до мельчайших деталей – хотя и вносил некоторые коррективы во время съемок исходя из ситуации. Натурные съемки были особенно долгожданны после его предыдущих фильмов («Это не фильм», «Закрытый занавес», «Такси»), ограниченных интерьерами: апартаменты, дом, машина. 
Три деревни, в которых проходили съемки, расположены на северо-западе Ирана, в его тюркоязычной азербайджанской части, где люди в сельской местности особенно привязаны к традициям, некоторые аспекты которых крайне архаичны. Мироощущение жителей в фильме согласуется с тем, что до сих пор происходит в этом регионе.